# Harald Reinl

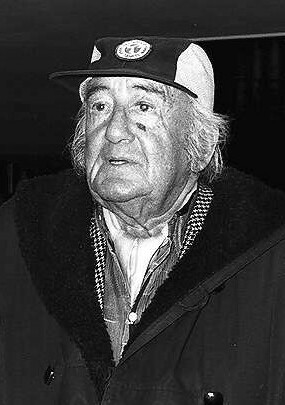
Harald Reinl

Harald Reinl (Bad Ischl, 9 juli 1908 – Puerto de la Cruz, 9 oktober 1986) was een Oostenrijks filmregisseur.
Reinl was vooral in de jaren zestig succesvol met filmseries naar Karl May, Edgar Wallace (waaronder Der Frosch mit der Maske) en Jerry Cotton. Zijn films Jerry Cotton: De dood in de rode jaguar, De doders van Broadway, De schat in het zilvermeer en Winnetou, het grote opperhoofd werden vele jaren geprolongeerd in de Nederlandse bioscopen. Alleen in Duitsland trokken zijn films in de jaren zestig meer dan dertig miljoen bioscoopbezoekers.
In de jaren zeventig regisseerde hij voor producent Rob Houwer de cultfilm Grün ist die Heide met schlagerzanger Roy Black in de hoofdrol.